# Irish League 1900-1901
L'Irish League 1900-1901 è stata la 11ª edizione della prima divisione del campionato nordirlandese di calcio.
Il campionato era formato da sei squadre e il Distillery vinse il titolo. Non vi furono retrocessioni.

## Classifica finale
| Pos. | Squadra        | G  | V | N | P | GF | GS | Punti |
| ---- | -------------- | -- | - | - | - | -- | -- | ----- |
| 1    | Distillery     | 10 | 7 | 2 | 1 | 33 | 10 | 16    |
| 2    | Glentoran      | 10 | 7 | 1 | 2 | 24 | 13 | 15    |
| 3    | Belfast Celtic | 10 | 4 | 2 | 4 | 13 | 13 | 10    |
| 4    | Cliftonville   | 10 | 3 | 4 | 3 | 17 | 18 | 10    |
| 5    | Linfield       | 10 | 3 | 2 | 5 | 10 | 12 | 8     |
| 6    | Derry Celtic   | 10 | 0 | 1 | 9 | 12 | 43 | 1     |

G = Partite giocate; V = Vittorie; N = Nulle/Pareggi; P = Perse; GF = Goal fatti; GS = Goal subiti; 